# Meratschouschtschyna
Koordinaten: 52° 46′ N, 25° 8′ O

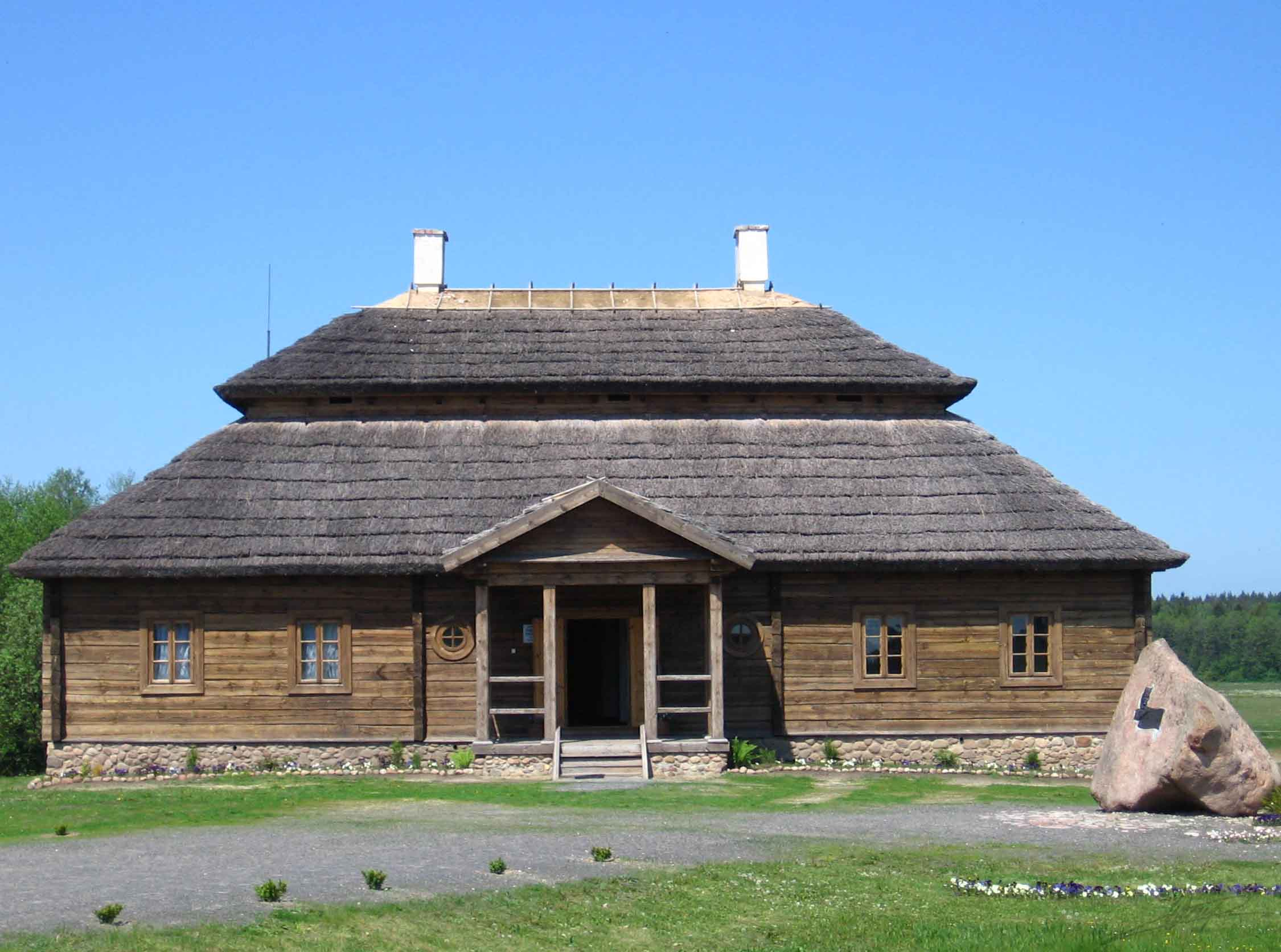
Kościuszkos Geburtshaus in Meratschouschtschyna

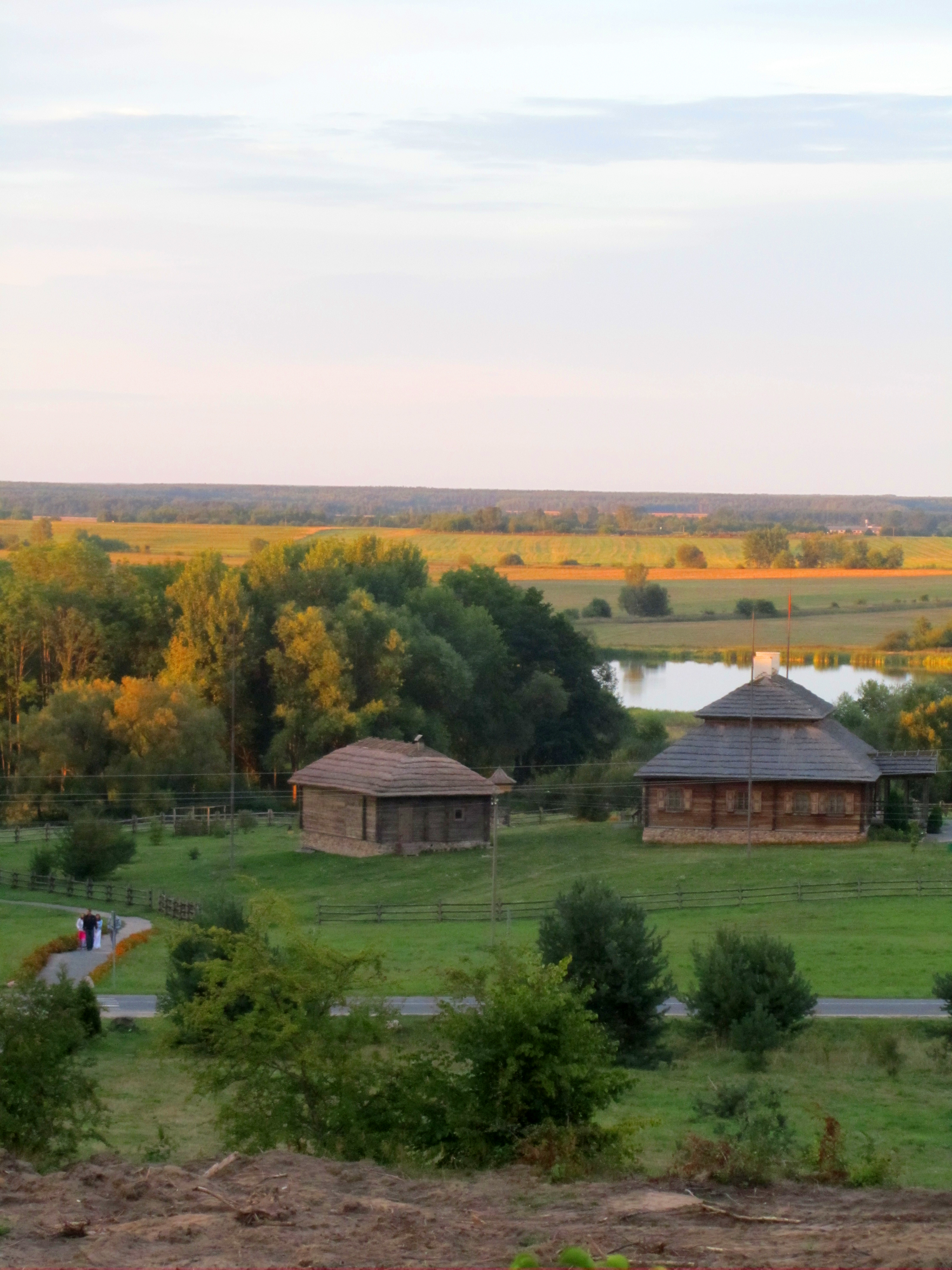
Meratschouschtschyna

Meratschouschtschyna (belarussisch Мерачоўшчына, polnisch Mereczowszczyzna) ist ein ehemaliges Vorwerk auf dem Gebiet der heutigen Stadt Kosawa (Ко́сава, Kosów) im Rajon Iwazewitschy in Belarus.

## Geographie
Die Ortschaft liegt westlich des Stadtkerns von Kosawa und südlich des wieder errichteten Pusłowski-Schlosses (Палац Пуслоўскіx, Pałac Pusłowskich) in jeweils einem Kilometer Entfernung. Mittelpunkt ist das rekonstruierte Herrenlandhaus der Familie Kościuszko, das seit 2004 als Museum fungiert.

## Geschichte
Ende des 16. Jahrhunderts war das Vorwerk im Besitz des Brester Woiwoden Andrzej Leszczyński. 1733 ging es von der Familie Sapieha an Ludwik Kościuszko und seine Nachfahren über.
1746 wurde der polnische Freiheitskämpfer Tadeusz Kościuszko (1746–1817) hier geboren. Seine verwitwete Mutter verkaufte das Vorwerk 1761 für 54.500 Złoty an die Familie Flemming, die Besitzer Kosawas. Sechzig Jahre später erwarb Wojciech Pusłowski den gesamten Besitz. Dessen Sohn Wandalin Pusłowski (1814–1884) vollendete die Renovierung des Kościuszko-Anwesens, die sein Vater begonnen hatte und erbaute 1838 das Pusłowski-Schloss.
Im Zweiten Weltkrieg wurden Schloss und Vorwerk samt Herrenlandhaus 1942 zerstört. Das Vorwerk mit dem Geburtshaus Kościuszkos und Nebengebäuden wurde 2003 auf den alten Fundamenten rekonstruiert und im folgenden Jahr als Kościuszko-Museum eröffnet.